# راب هانت (بازیکن فوتبال)
راب هانت (انگلیسی: Rob Hunt؛ زادهٔ ۷ ژوئیهٔ ۱۹۹۵) بازیکن فوتبال اهل بریتانیا است.
از باشگاه‌هایی که در آن بازی کرده است می‌توان به باشگاه فوتبال اولدهام اتلتیک، باشگاه فوتبال برایتون اند هوو آلبیون، و باشگاه فوتبال سوئیندون تاون اشاره کرد.